# Prisma estelat

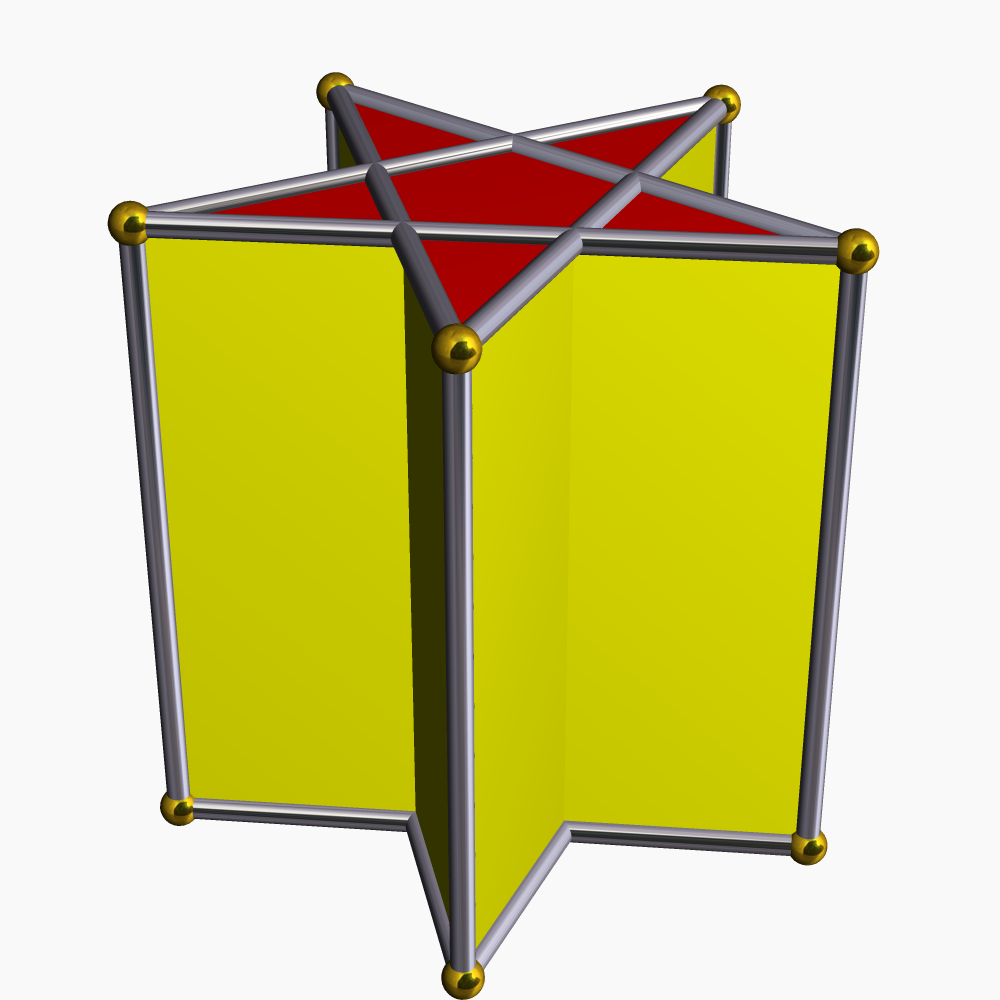
El pentagonal és el prisma estrellat més simple

En geometria, el prisma estelat és un políedre similar al prisma, però les cares són polígons estrellats. Es tracta d'un políedre uniforme, però estrellat, no convex. Existeixen dos polígons de {\displaystyle n} costats, amb cares horitzontals, connectats per una sèrie de n quadrats. Aquest tipus de prismes són similars als antiprismes estrellats, però l'antiprisma té les bases rotades l'una respecte de l'altra, connectades per triangles en lloc de quadrats.
Existeix un prisma estrellat per a cada polígon estrellat de {\displaystyle n} costats. El més simple és el pentagonal, amb {\displaystyle n=5} costats. Encara que no són políedres convexos, per als prismes estelats val la característica d'Euler entre el nombre de vèrtexs, arestes i cares:
{\displaystyle V-S+F=2}